# 謊言迷宮
謊言迷宮 (德語：Im Labyrinth des Schweigens)是一部2014年上映的德國劇情片，由Giulio Ricciarelli執導。該片根據真實事件改編，曾在2014年多倫多國際電影節當代世界電影單元展映。該片被選為第88屆奧斯卡金像獎最佳外語片的德國參賽作品，進入12月份的九部電影入圍名單，但未獲得提名。

## 外部連結
- 互联网电影数据库（IMDb）上《Labyrinth of Lies》的资料（英文）
- 開眼電影網上《謊言迷宮》的資料（繁體中文）